# روسيا الموحدة
روسيا الموحدة (بالروسية: Единая Россия) (يدينايا رسيا) هو أكبر حزب سياسي في روسيا الاتحادية، وهو يحتل 238 مقعداً من جُملة ال450 مقعد بالبرلمان الروسي (دوما)، يُصَنِّف نفسه على أنه حزب محافظ وهو يدعم سياسات الرئيس الحالي فلاديمير بوتين، ورئيس وزرائه ميخائيل ميشوستين بالحزب سبباً في نجاح الحزب منذ تأسيسه عام 2001, ويدل اختيار الناخبين للحزب على تحسيناته للاقتصاد الروسي.

## أيديولوجية الحزب
ينتهج الحزب أيديولوجية مركزية تسير وفقها قيادة الحزب في تتبع وتفهم الخط العام الذي تسير عليه السلطة الحكومية.في الوقت الحاضر يسير حزب روسيا الموحدة وفق نهج الرئيس بوتين. كما يدعو الحزب للالتزام بتعليمات رئيس الدولة والبرنامج الذي اُعْتُمِد قبل الانتخابات البرلمانية عام 2007 والذي أُطلق عليه «برنامج بوتين».

## التاريخ
تأسس الحزب في 1 ديسمبر/ كانون الأول عام 2001 باتحاد عدة حركات سياسية هي «الوحدة» التي قادها رئيس هيئة الإنقاذ والطوارئ سيرغي شويغو، وحركة «الوطنية» بقيادة عمدة مدينة موسكو آنذاك يوري لوجكوف، وحركة «عموم روسيا» بقيادة رئيس تتارستان السابق منتيمير شايمييف. وأعرب رئيس روسيا فلاديمير بوتين في شهر أكتوبر/تشرين الاول 2007 في موسكو عن موافقته على ان يترأس القائمة الانتخابية لحزب «روسيا الموحدة» في الانتخابات البرلمانية لمجلس الدوما الروسي عام 2007. وفي الفترة ما بين عام 2002 وعام 2008 كان بوريس غريزلوف رئيس مجلس الدوما الروسي يتولى رئاسة الحزب. حل محله في مايو/ايار عام 2008 فلاديمير بوتين الذي لا يزال يتولى رئاسة الحزب لحد الآن. وبادر رئيس الوزراء الروسي فلاديمير بوتين في ربيع عام 2011 إلى تشكيل الجبهة الشعبية الموحدة لعموم روسيا وذلك بغية توسيع القاعدة الجماهيرية لحزب «روسيا الموحدة».أستقال فلاديمير بوتين من رئاسة حزب روسيا الموحدة ليترك مكانه لرئيس البلاد السابق ديميتري مدفيديف، الذي تولى أيضا رئاسة الحكومة الروسية بمجرد مباشرة بوتين مهامه كرئيس جديد منتخب للبلاد.
في الانتخابات التشريعية الروسية لعام 2016، حصل الحزب على 44% من الأصوات متقدماً بفارق كبير على أبرز منافسيه، الحزب الليبرالي الديمقراطي والحزب الشيوعي، وسط الإبلاغ عن بعض التجاوزات.